# Funkenprobe

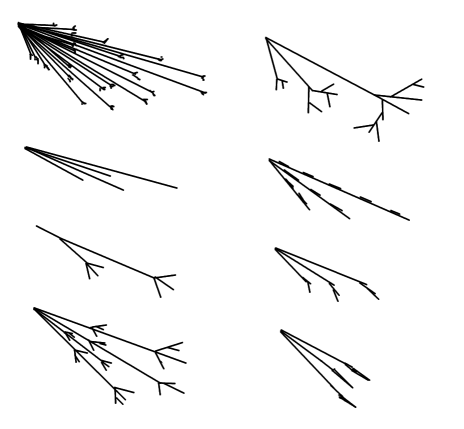
Verschiedene Funkenbilder unterschiedlicher Metalle

Die Funkenprobe (auch Schleiffunken-Analyse) ist eine Werkstoffprüfung zur groben Bestimmung der quantitativen chemischen Zusammensetzung von Eisenwerkstoffen. Sie beruht auf der unterschiedlichen Farbe und Form des Funkenbildes, wenn der Prüfling in einem dunklen Raum gegen eine rotierende, weiche Schleifscheibe gehalten wird. Durch Vergleichen des erhaltenen Funkenbildes mit in Tabellen aufgeführten Vergleichsnormalen ist so ein Rückschluss auf die ungefähre Zusammensetzung, insbesondere des Kohlenstoffgehalts, möglich. Die Methode dient vorwiegend zur Prüfung in der Werkstatt, um Verwechslungen auszuschließen.